# Antón García Abril
Antón García Abril (Terol, 19 de maig de 1933 - Madrid, 17 de març del 2021) fou un compositor i músic espanyol, autor de bandes sonores per a pel·lícules i sèries de televisió. Era el pare de l'arquitecte Antón García-Abril.

## Biografia
Entre 1974 i 2003 va ser catedràtic de Composició i Formes Musicals del Reial Conservatori Superior de Música de Madrid. En 1982 va ser escollit membre de la Reial Acadèmia de Belles Arts de Sant Ferran de Madrid i en 2008 va ser nomenat membre de la Reial Acadèmia de Belles Arts de Sant Carles de València. Així mateix, fou President d'Honor de la Reial Acadèmia de Nobles i Belles Arts de Sant Lluís, de Saragossa. És Premi Nacional de Música d'Espanya i en 2006 va rebre el VII Premio Iberoamericà de la Música Tomás Luis de Victoria, considerat l'equivalent al Cervantes de la música clàssica.
L'any 2002 va rebre el premi sol major, un dels premis musicals que s'atorguen a músics il·lustres aragonesos més reconegut a nivell nacional i internacional.
En 2014 va rebre el premi FIMUCITÉ del Festival Internacional de Música de Cinema de Tenerife, que, a més, des d'aquesta edició porta el seu nom. En aquest festival (FIMUCITÉ 8) van dedicar part d'una jornada a la seva música.
A l'octubre de 2014 rep la medalla d'or de l'acadèmia de cinema en reconeixement de la seva obra. En el mateix any rep el Premi Especial a una Trajectòria en els XV Premis de la Música Aragonesa.

## Obra
Va compondre obres orquestrals, música de cambra i obres vocals. És important ressenyar la seva faceta com a autor de música per a cinema i sèries de televisió com El hombre y la tierra de Félix Rodríguez de la Fuente, Los camioneros, Sor Citroën, Fortunata y Jacinta, Anillos de oro, Segunda enseñanza, Brigada Central, Ramón y Cajal, La ciudad no es para mí, Compuesta y sin novio y Requiem por Granada.
En 1966 va realitzar la banda sonora de la pel·lícula Texas, adiós, un spaghetti western protagonitzat per Franco Nero. En 1969 va treballar al costat del cineasta madrileny Rafael Romero Marchent en la banda sonora de la pel·lícula Manos torpes, un altre spaghetti western.
Dins de la música per a veu i piano destaquen les seves cançons portades al disc de forma magistral per Ainhoa Arteta.
Va compondre l'himne d'Aragó per encàrrec de les Corts d'Aragó, i que és actualment l'himne oficial d'Aragó des de 1989.
La seva obra concertística, de caràcter eminentment simfònic, pretenia continuar la tradició nacionalista espanyola amb els avançaments avantguardistes del moment. Malgrat tot, en els últims anys la música de García Abril sembla tendir més al nacionalisme que a l'avantguarda. Es considera un estudiós i admirador de la melodia, a la qual sol adornar amb freqüents canvis de ritme i una orquestració generalment explosiva. En 2014 rep la Medalla d'Or de l'Acadèmia de Cinema Espanyol pel seu contribució a les bandes sonores.

## Selecció de composicions
- Doce canciones sobre texto de Rafael Alberti (per a veu i orquesrta, 1969)
- Hemeroscopium (para orquesta, 1972)
- Concierto aguediano (per a guitarra amplificada i orquestra, 1976)
- Concierto mudéjar (per a guitarra i orquesta de cordes, 1986)
- Vademecum (col·lecció de 12 peces per a guitarra, 1987)
- Divinas palabras (òpera, 1992)
- Concierto para piano y orquesta (1994)
- Nocturnos de la Antequeruela (per a piano i orquesta, 1996)
- Concierto de las tierras altas (per a violoncel i orquesta, 1999)
- Alba de los caminos (per a quintet de corda i piano, 2007).

### Música per cinema i televisió
Entre 1956 i 1994 va fer de 150 composicions per cinema i televisió, destacant:
- Banda sonora de la pel·lícula Las muchachas de azul (1957)
- Banda sonora de la pel·lícula Franco, ese hombre (1964)
- Banda sonora de la pel·lícula La chica del trébol (1964)
- Banda sonora de la pel·lícula La ciudad no es para mí (1965)
- Banda sonora de la pel·lícula Texas, adiós (1966)
- Banda sonora de la pel·lícula Sor Citroen (1967)
- Banda sonora de la pel·lícula Los chicos del Preu (1967)
- Banda sonora de la pel·lícula El turismo es un gran invento (1968)
- Banda sonora de la pel·lícula Manos torpes (1969)
- Banda sonora de la pel·lícula Crimen imperfecto (1970)
- Banda sonora de la pel·lícula Vente a Alemania, Pepe (1971)
- Banda sonora de la pel·lícula Las Ibéricas F.C. (1971)
- Banda sonora de la pel·lícula La graduada (1971)
- Banda sonora de la sèrie de TVE Los camioneros (1972)
- Banda sonora de la sèrie de TVE El hombre y la Tierra (1974)
- Banda sonora de la pel·lícula El alegre divorciado (1976)
- Banda sonora de la sèrie de TVE La España de los Botejara (1978)
- Banda sonora de la pel·lícula Historia de 'S' (1979)
- Banda sonora de la sèrie de TVE  Fortunata y Jacinta (1980)
- Banda sonora de la sèrie de TVE La máscara negra (1982)
- Banda sonora de la sèrie de TVE  Ramón y Cajal (1982)
- Banda sonora de la sèrie de TVE Los desastres de la guerra (1983)
- Banda sonora de la sèrie de TVE Anillos de oro (1983)
- Banda sonora de la pel·lícula Los santos inocentes (1984)
- Banda sonora de la pel·lícula Monsignor Quixote (1985)
- Banda sonora de la sèrie de TVE Segunda enseñanza (1986)
- Banda sonora de la sèrie de TVE Brigada Central (1989)

## Premis
Medalles del Cercle d'Escriptors Cinematogràfics
| Any  | Categoria     | Pel·lícula       | Resultat  |
| ---- | ------------- | ---------------- | --------- |
| 1968 | Millor música | Labor de conjunt | Guanyador |

Premis Simón
| Any  | Categoria     | Resultat  |
| ---- | ------------- | --------- |
| 2015 | Simón d'honor | Guanyador |